# 中尾和夫
中尾 和夫（なかお かずお）は、日本の情報制御工学・システム工学者。工学博士（大阪大学）。大阪工業大学名誉教授。システム制御情報学会1990常任理事。計測自動制御学会1987常任理事。元電気学会編集企画委員。    
専門は、情報制御/システム工学（特に分散情報システム）、システム計画・システムアーキテクチャ（CORBA等）・プログラミング（特にJava）、社会インフラ情報システム（特に鉄道システム）・安全工学。

## 略歴
1970年大阪大学大学院工学研究科電気工学専攻博士課程修了、のちに工学博士（大阪大学）。日立製作所システム開発研究所にて主に情報制御システム・社会インフラシステムの研究開発に従事。同研究所主管研究員を務めた後、1995年東北大学工学部客員教授などを経て、1997年大阪工業大学情報科学部に着任、情報システム学科教授。2008年同大学大学院情報科学研究科教授を経て、2013年同大学名誉教授。
大阪工業大学において15年以上の長きに渡り教鞭を執り、特に1996年新設の情報科学部で初期の情報制御工学・社会インフラ情報システムの研究・育成に貢献した。
主な所属学会は、IEEE、情報処理学会、システム制御情報学会、計測自動制御学会、電気学会。主な受賞は、計測自動制御学会技術賞（1987, 目的樹木作成技法-PPDS, Planning Procedure to Develop Systemsの開発）、 発明協会関東地方発明表彰・東京通商産業局長賞（1980, 複合計算機における構成切替装置）。主な著書は、A Planning Methodology of Systems Technologies By Using a Morphological Box.(Advances in Management and Management Information System 1999)。

## 主な研究
- 鉄道運行管理とシミュレーション技術
- オブジェクト指向に基づく乗客流を考慮した列車ダイヤ作成手法
- 安定性と速応性に関するロバスト性能指標に基づくマルチプルコントロールシステム - 東北大学との共同研究[5]
- サイクルを含むシステムの階層構造分析法 - HSA(Hierarchical Structural Analysis)
- 分散システム・オブジェクト技術について
- CORBA IDL(インターフェース定義言語)のJava言語へのマッピング